# Helmut Braselmann
Helmut Braselmann (18 de septiembre de 1911-23 de febrero de 1993) fue un jugador de balonmano alemán. Fue un componente de la Selección de balonmano de Alemania.
Con la selección logró la medalla de oro en los Juegos Olímpicos de Berlín 1936, los primeros con el balonmano como deporte olímpico.